# Брюжлет
Брюжле́т (фр. Brugelette, валлон. Brudjlete / Grande Brudjlete / Bruj’lète, пикард. Brujlete) — коммуна в Валлонии, расположенная в провинции Эно, округ Ат. Принадлежит Французскому языковому сообществу Бельгии. На площади 28,40 км² проживают 3 284 человека (плотность населения — 116 чел./км²), из которых 49,09 % — мужчины и 50,91 % — женщины. Средний годовой доход на душу населения в 2003 году составлял 11 726 евро.
Почтовые коды: 7940-7943. Телефонный код: 068.